# Passing by
|  | Denne artikel er oprettet af botten PalnaBot ud fra en ekstern database. Den kan derfor have sproglige fejl eller mangler. Denne skabelon kan fjernes efter kontrol af indholdet. |

Passing by er en kortfilm fra 2001 instrueret af Kaspar Munk efter eget manuskript.

## Handling
En film i en forskønnet flash back om en kærlighed, der måske var sådan, eller også var den ikke.